# Robert Lambooij
Robert Joseph Johan (Robert) Lambooij (Den Haag, 16 januari 1904 – Vught, 29 maart 1992) was een Nederlandse burgemeester.
Lambooij werd geboren als zoon van Johan Marie Jacques Hubert Lambooij (latere minister van Defensie) en Christine Gerhardine Thérèse Schüngel. Hij ging naar het gymnasium in Den Haag en studeerde daarna rechten in Leiden.
Lambooij was vanaf 1929 burgemeester van Hontenisse. In 1939 verruilde hij die gemeente voor Deurne, waar hij Johannes Casper van Beek opvolgde en welke gemeente hij door de oorlog leidde. In 1946 vertrok hij daar, een jaar later werd hij er opgevolgd door Lambert Roefs. Lambooij bekleedde vervolgens nog het burgemeestersambt te Waalwijk, Hengelo en 's-Hertogenbosch. Het Lambooijhuis in Hengelo is niet naar hem genoemd, maar naar schilder J.H.J. Lambooij, afkomstig uit Leeuwarden en wonend te Hengelo. Voor zover bekend waren beiden niet aan elkaar verwant. Wel vernoemd naar hem is in 's-Hertogenbosch de Lambooijbrug over de Zuid-Willemsvaart.
In de jaren 1929-1940 waren hij en zijn vader tegelijk burgemeester van een Nederlandse gemeente. Ook zijn broer Wim bekleedde dit ambt. Robert Lambooij was gehuwd met de Roermondse Jeanne M.A.G. Smeets, en had zes dochters.  Hij overleed op 88-jarige leeftijd.
- Gemeinsame Normdatei: 1051210429
- Virtual International Authority File: 308715423